# اناتولی بلاگنراوف
 اناتولی بلاگنراوف (انگلیسی: Anatoli Blagonravov؛ زاده ۱ ژوئن ۱۸۹۴ درگذشته ۱۹۷۵) یک فیزیک‌دان اهل روسیه بود.